# Língua vótica
Vótico ou Votiano (vađđa ceeli our maa ceeli – também escrito como vaďďa tšeeli, maatšeeli) é a língua falada pelo Vótios da Íngria, é muito relacionada com a língua estoniana e pertence ao ramo das línguas fino-ugrianas. É falada somente em Krakolye e em Luzhitsy, duas vilas no distrito de Kingisepp e está em vias de extinção. Em 1989 havia cerca de 60 falantes, sendo que o mais jovem nascera em 1938. Em 24 de dezembro 2005, o jornal The Economist escreveu que havia somente cerca de 20 falantes da língua. Alguns linguistas acreditam que o vótico seja em verdade um dialeto do estoniano.

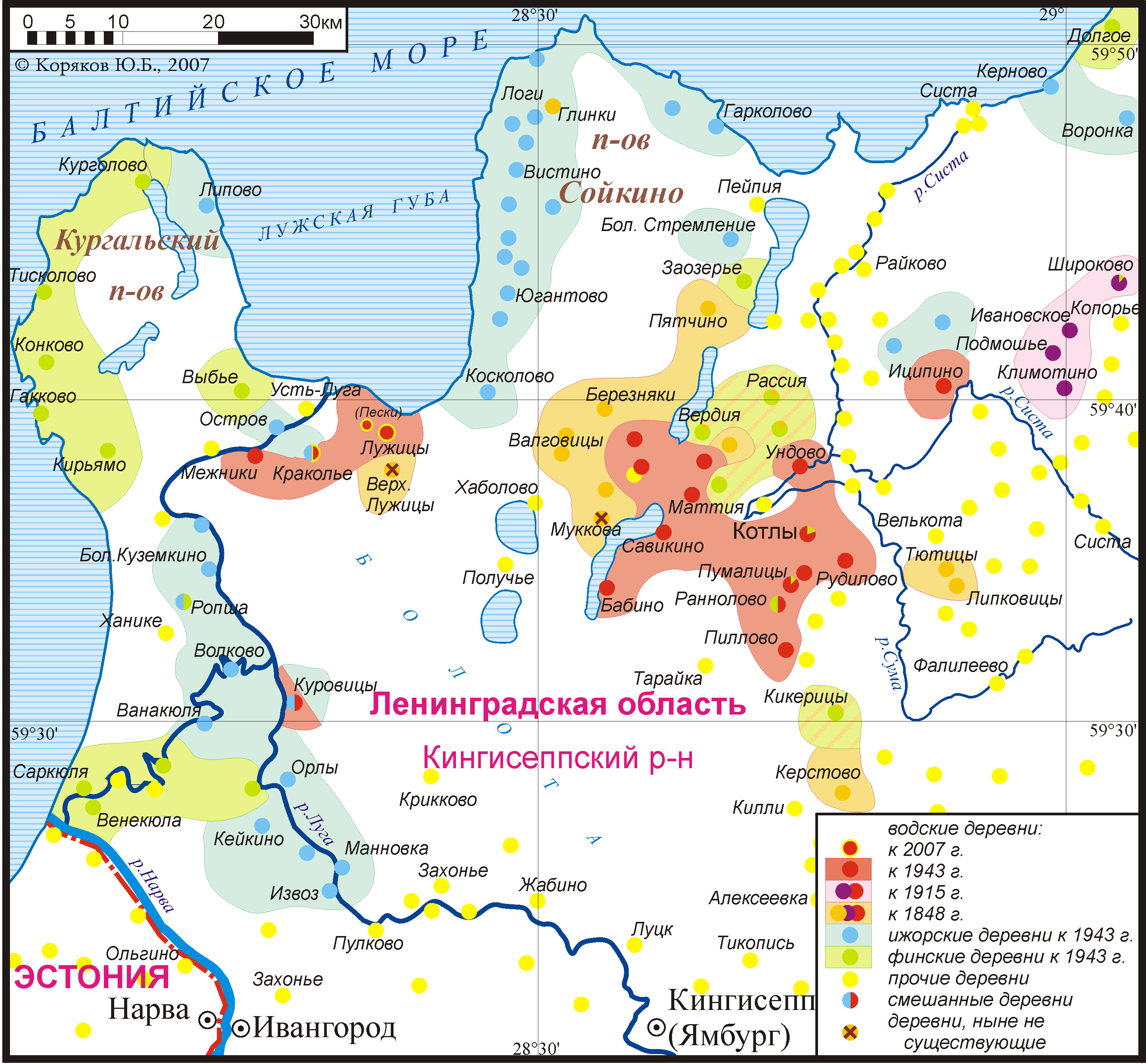
Mapa – Vilas de vótios, íngrio-fineses e izhorianas - 1848–2007.

No século XIX, a língua entrou em declínio em favor da crescente presença da língua russa.  Eram cerca de mil falantes da língua quando iniciou a Segunda Grande Guerra, mas essa quantidade foi se acelerando sob o domínio da União Soviética. A população diminuiu em 90% entre 1926 e 1959. Desde então, os vótios vêm tentando, na medida do possível, deixar de serem vistos como parte da etnia, preferindo ser vistos como russos naquele ambiente russo.

## Dialetos
A língua vótica tinha quatro dialetos, dos quais somente o ocidental ainda é falado. São os seguintes:
- Ocidental, em áreas próximas à foz do rio Luga;
- Oriental, em vilas próximas a Koporye;
- Kukkuzi, uma mistura do izhoran com o vótico, falado na vila de Kukkuzi;
- Kreevin, áreas próximas a Bauska, Letônia.

## Amostra de texto
Исун теекырвылл  Ајаја вајылтыб веероа.
Ен тахо ылла сиинэ, кусса тулын. Ен тахо ылла сиинэ, кухыы менен.
Михси терпитөисси Нэен тэмээ вајылтыттава веероа?
Do poema "Вееровајылтамин (Бертолт Брехт)" (Bertold Brecht)